# Division de Mardan
La division de Mardan (en ourdou : مردان ڈویژن) est une subdivision administrative du centre de la province de Khyber Pakhtunkhwa au Pakistan. Elle compte près de quatre millions d'habitants en 2017, et sa capitale est Mardan.
Comme l'ensemble des divisions pakistanaises, la subdivision a été abrogée en 2000 avant d'être rétablie en 2008.
La division regroupe les districts suivant :
- district de Mardan
- district de Swabi